# 斯帕斯科耶區

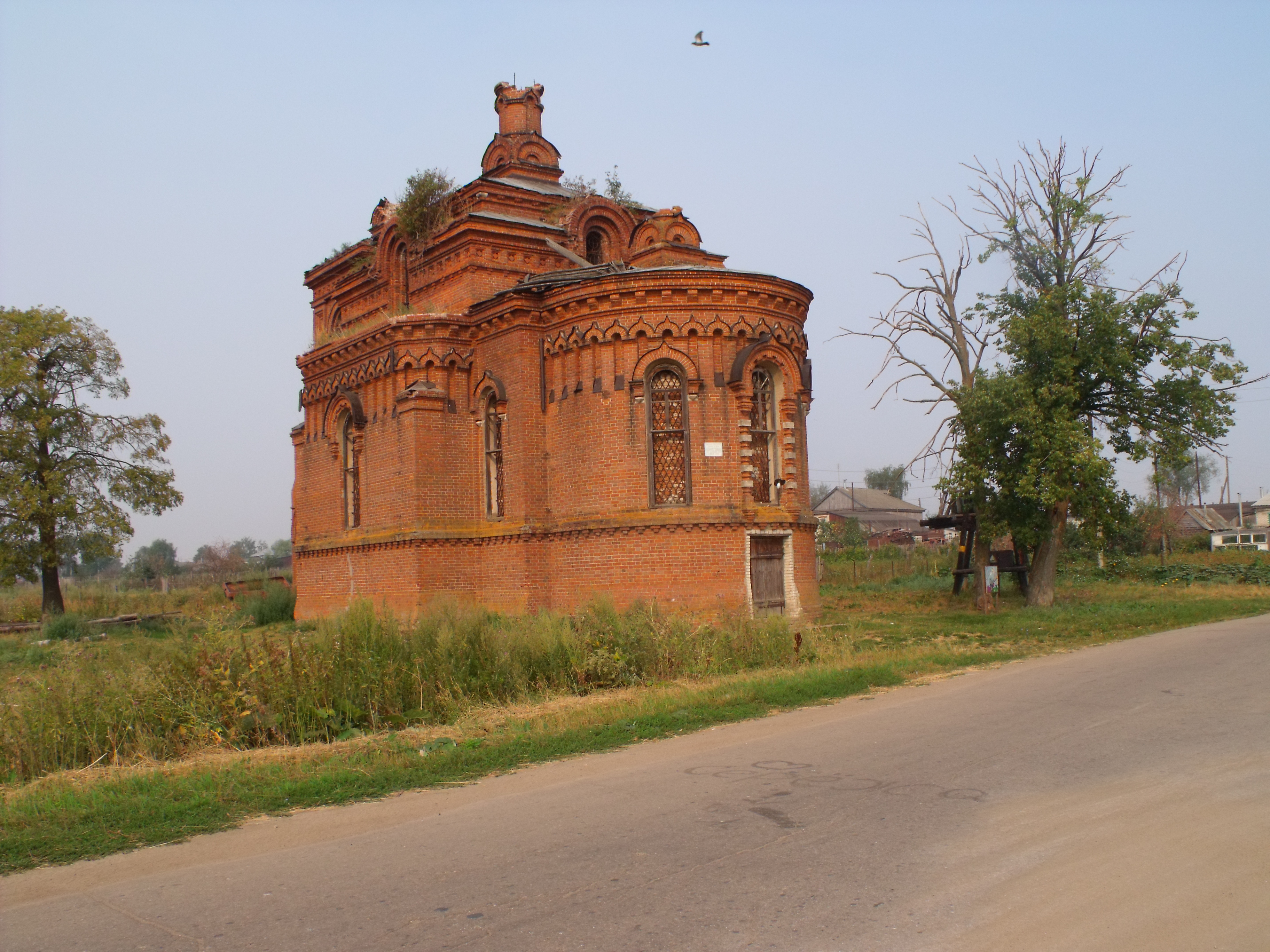

56°49′34″N 43°56′31″E / 56.82611°N 43.94194°E
斯帕斯科耶區（俄语：Спасский район），是俄羅斯的一個區，位於該國西部，由下諾夫哥羅德州負責管轄，始建於1929年，面積706.6平方公里，2010年人口10,998，人口密度每平方公里15.56人。